# 4415 Echnaton
4415 Echnaton este un asteroid din centura principală, descoperit pe 24 septembrie 1960, de Cornelis van Houten și Tom Gehrels.